# مدیکید
مدیکید برنامه بهداشتی آمریکا برای خانواده‌ها و افراد با منابع و درآمد کم است. انجمن بیمه درمانی آمریکا مدیکید را «یک برنامهٔ بیمهٔ دولتی برای افرادی از همه سنین که درآمد و منابع کافی برای پرداخت مراقبت بهداشتی را ندارند» توصیف می‌کند. مدیکید بزرگ‌ترین منبع تأمین بودجهٔ خدمات بهداشتی و پزشکی برای افراد کم درآمد در آمریکاست. این برنامه با آزمودن توان مالی افراد، مشترکاً توسط دولت‌های فدرال و ایالتی تأمین بودجه شده و توسط ایالات مدیریت می‌شود و هر ایالتی هم‌اکنون حاشیه امنیتی برای تعیین افراد واجد شرایط آن دارد. دریافت کنندگان مدیکید باید شهروند ایالات متحده یا مقیم دائم قانونی آن باشند. این برنامه می‌تواند بزرگسالان کم درآمد، فرزندانشان و افراد با معلولیت‌های مشخص را در بگیرد. صرف فقر الزاماً کسی را واجد شرایط مدیکید نمی‌کند.

## گسترش مدیکید بر اساس لایحه مراقبت بهداشتی مقرون به صرفه (اوباماکر)

توسعه مدیکید بر حسب ایالت.

لایحه مراقبت بهداشتی مقرون به صرفه، مصوب سال ۲۰۱۰، از سال ۲۰۱۴ شرایط واجدالشرایط بودن برای مدیکید را مورد بازبینی و گسترش قرار می‌داد. قانون آن طور که نوشته شده بود، اظهار می‌داشت که ایالاتی که خواستار مشارکت در برنامهٔ مدیکید هستند، ملزم خواهند بود که به شهروندان و مقیمان دائم آمریکا که درامدشان حداکثر ۱۳۳٪ خط فقر باشد، از جمله بزرگسالان فاقد کودکان وابسته را به عنوان واجد شرایط بپذیرند. دولت فدرال ۱۰۰٪ هزینهٔ گسترش شرایط را قرار بود بدهد. به هر روی دیوان عالی ایالات متحده در پرونده‌ای حکم کرد که ایالات لازم نیست با این توسعه موافقت کنند تا به دریافت سطوح فعلی بودجه و استاندارهای واجد الشرایط بودن مدیکید ادامه بدهند.

## ثبت نام
مدیکید در سال ۲۰۰۱ برای بیش از ۴۶ میلیون نفر خدمات مراقبت سلامت فراهم کرده‌است.
هم‌اکنون نزدیک به ۶۰ درصد ساکنان آسایشگاه‌ها و ۳۷ درصد از همهٔ کودکان متولد آمریکا از پرداخت‌های مدیکید برخوردارند. دولت فدرال به‌طور میانگین ۵۷ درصد از هزینه‌های آن را می‌پردازد.